# Żdżary (powiat koniński)
Żdżary – wieś w Polsce położona w województwie wielkopolskim, w powiecie konińskim, w gminie Stare Miasto.
W latach 1975–1998 miejscowość należała administracyjnie do województwa konińskiego.
Do 2021 istniała część wsi Żdżary-Kolonia. Nazwę zniesiono.